# إصدارات خاصة

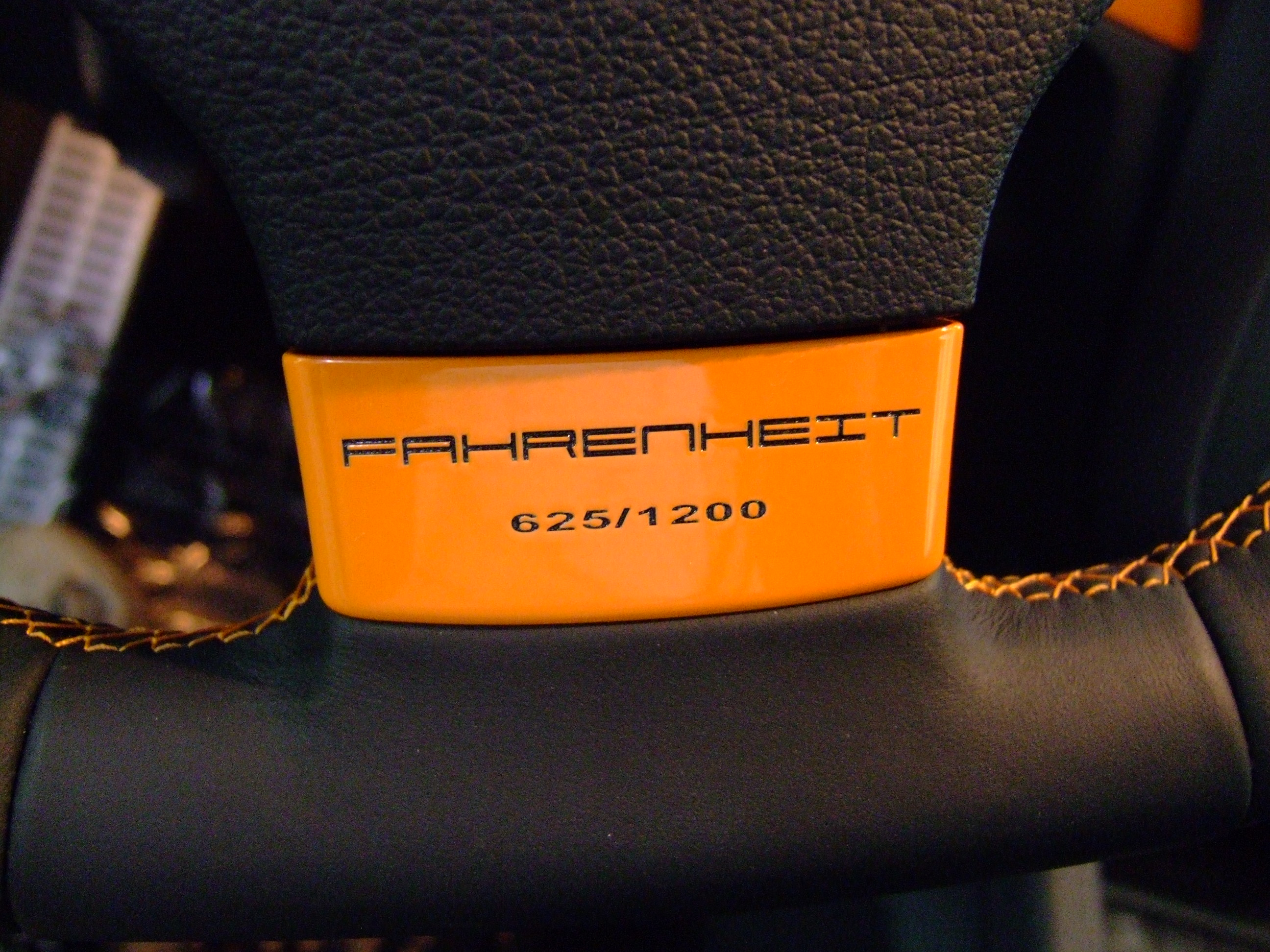
طبعة ترقيمية مكونة من 1200 رقم على عجلة القيادة لسيارة فولكس فاجن جي تي آي فهرنهايت

تُستخدم مصطلحات الإصدار الخاص والإصدار المحدود والمتغيرات مثل الإصدار الفاخر وإصدار جامع أو الإصدار الموسع كحافز تسويقي لأنواع مختلفة من المنتجات والمنتجات المنشورة أصلاً المتعلقة بالفنون مثل الكتب والمطبوعات والموسيقى والأفلام المسجلة وألعاب الفيديو ولكنها تشمل الآن الملابس والسيارات والنبيذ الفاخر والويسكي من بين منتجات أخرى. حيث يقتصر الإصدار المحدود على عدد النسخ المنتجة مع أن العدد قد يكون منخفضًا جدًا أو مرتفعًا جدًا في الواقع. ويُعرّف سوزوكي (2008) منتجات الإصدار المحدود بأنها تلك: "التي تُباع في حالة تجعل من الصعب الحصول عليها بسبب قيام الشركات بتحديد توفرها بفترة أو كمية أو منطقة أو قناة معينة". يشير الإصدار الخاص إلى وجود مادة إضافية من نوع ما مضمنة. يُستخدم المصطلح بوجه متكرر في إصدارات أفلام دي في دي وغالبًا ما يكون الإصدار "الخاص" المزعوم هو الإصدار الوحيد الذي أصدر.

## إصدار جامع
قد يكون مصطلح "إصدار جامع" مجرد مصطلح آخر لمنتجات الإصدارات الخاصة والمحدودة التي تتضمن ميزات أو عناصر إضافية لا تتوفر في الإصدارات العادية. فعند الإشارة إلى الكتب قد تشير منتجات إصدارات جامع إلى كتب بطبعات خاصة محدودة ومرقمة وأحيانًا تكون مجلدة يدويًا وموقعة من الفنان وتحتوي على عمل أو أكثر أصلي أو مطبوعات مستوحاة من أعماله وطُبعت تحت إشرافه. ومهما كانت هذه الميزات أو العناصر الإضافية يجب أن تُمثل قيمة إضافية لهواة جمع هذه المنتجات.

## الكتب
تُصدر الكتب ذات الطبعات المحدودة بكميات محدودة عادةً أقل من 1000 نسخة (أصغر بكثير من معايير صناعة النشر). وقد قدّم الناشرون الكتب ذات الطبعات المحدودة في أواخر القرن التاسع عشر.
يشير المصطلح أيضًا إلى أنه لن يقوموا بطباعة أي نسخ إضافية أخرى من الكتاب بنفس معالجة التصميم على عكس إصدارات التجارة المفتوحة حيث قد تصدر نسخ إضافية في المزيد من عمليات الطباعة مع بيع الطبعات الأولى واللاحقة.
يمكن أيضًا ترقيم أو كتابة الكتب ذات الطبعة المحدودة لتمييز كل كتاب في تلك المجموعة. فعلى سبيل المثال قد يحمل الكتاب المرقم والمحدود علامة مثل "النسخة 1 من طبعة محدودة من 250 نسخة" أو "1/250". أما الكتب ذات الطبعة المحدودة المرقمّة فهي أقل شيوعًا حيث قد تحمل علامات مثل "1 من 26" أو "1/26" أو "A من 26" أو "النسخة A" إلخ. أحيانًا تُذكر نسخة من كتاب ذي طبعة محدودة على أنها "خارج السلسلة": وهي نسخة غير مرقمة وغالبًا ما تكون نسخة مراجعة.
في بعض الحالات تحتوي النسخة المحدودة على مواد إضافية غير موجودة في النسخة الموجهة للسوق العام (أو التجارية) من الكتاب مثل الصفحات المقلوبة. وبالمثل تُحفظ أحيانًا في أغلفة منزلقة.

## منتجات الأقراص
تستخدم الثقافة الشعبية على نطاق واسع الإصدارات الخاصة والفاخرة والموسعة والمحدودة في التسويق حيث تُصدر نسخًا لاحقة مُحسّنة من أقراص الفيديو الرقمية للأفلام والموسيقى وألعاب الفيديو. وتستخدم الشركات على نطاق واسع الإصدارات الخاصة والتحسينات التدريجية لبيع نفس المنتجات للمستهلكين عدة مرات. وقد ظهر ذلك في إصدار الذكرى السنوية العاشرة لألبوم تايتانيك والذي يتكون ببساطة من أول قرصين من إصدار الهواة السابق ولكن بتغليف جديد وكذلك على قرص مدمج مع إصدار الذكرى السنوية الثلاثين لألبوم بوب مارلي "إكسودس" والذي يحتوي على نفس محتوى الألبوم الأصلي تمامًا ولكن بتغليف جديد.
في كثير من الحالات كانت إصدارات الأفلام الناجحة محدودة العدد. وعادةً ما تحتوي هذه "الإصدارات المحدودة" على أفضل نسخة دي في دي ممكنة من الفيلم مع عناصر خاصة ضمن مجموعة وأحيانًا تحتوي على عناصر متوفرة فقط في الإصدار المحدود. وغالبًا (ولكن ليس دائمًا) تُصدر المنتجات المميزة بهذه العلامة لفترة أقصر وبكميات أقل من الإصدارات الشائعة وغالبًا ما يُطبع عليها رقم تشغيل (مثل "13055 من 20000") لتعزيز الشعور بالندرة حيث تتعهد الشركة بعدم إنتاج المزيد. ومن الشائع أيضًا تغليف هذه المنتجات بتصاميم فريدة.
مع نجاح أقراص الفيديو الرقمية (دي في دي) أصبحت الإصدارات الخاصة من الأفلام نفسها (بدلاً من مجرد إصدارات خاصة من أقراص الفيديو الرقمية للأفلام) شائعةً إلى حدٍ ما. وتتشابه هذه الإصدارات مع مفهوم "نسخة المخرج" (وهو مصطلحٌ آخر يعاني منذ فترة طويلة من التضخم التسويقي). كما تتميز هذه الإصدارات عادةً بمواد إضافية داخل الفيلم. وقد تكون هذه المواد لقطاتٍ حُذفت أصلاً من النسخة النهائية أو محتوىً جديدًا مُعدّلًا رقميًا. وعلى عكس نسخ المخرج الحقيقية قد لا يكون للمخرجين دورٌ في مثل هذه المشاريع كما هو الحال في فيلم "سوبرمان 2: نسخة ريتشارد دونر" حيث لم يُساعد ريتشارد دونر في إنشاء النسخة الجديدة بل وفّر المواد فقط. وخضع فيلم "الأطباء الخمسة" التلفزيوني من سلسلة دكتور هو إلى تعديلاتٍ وإعادة تعديل من بين تغييراتٍ أخرى لإنتاج "النسخة الخاصة" عام 1999 لأول إصدارٍ للحلقة على قرص دي في دي.

## إصدارات طبعة محدودة
أصبحت المطبوعات ذات الإصدارات المحدودة المعروفة أيضًا باسم أل إيس شائعة في مجال الطباعة منذ القرن التاسع عشر فصاعدًا. ويُعدّ تحديد عدد النسخ المطبوعة أمرًا بالغ الأهمية إذ لا تُنتج العديد من تقنيات الطباعة التقليدية سوى عدد محدود من أفضل المطبوعات جودةً. كما قد يصل هذا العدد إلى عشرة أو عشرين نسخة فقط في تقنية مثل الطباعة الجافة ولكن في أغلب الأحيان يكون العدد في حدود المئات. وتُعتبر النسخ المطبوعة التي تزيد عن ألف نسخة مشكوكًا فيها في سوق الفن الجاد للمطبوعات الأصلية مع أن العديد من التقنيات لا تُفقد الجودة.
من المرجح أن تكون أحجام الطبعات التي تزيد عن حوالي 500 نسخة نسخًا مطبوعة من اللوحات ذات قيمة أقل بكثير مع أن بعض التقنيات الحديثة تطمس هذا التمييز التقليدي. وكما هو الحال في مجالات أخرى أصبح استخدام هذا المفهوم مدفوعًا بصفة كبيرة بمتطلبات التسويق وقد أُسيء استخدامه في أجزاء من السوق. على وجه الخصوص غالبًا ما تُصدر الطبعات الحجرية والحفر الضوئي والحفر النقشي والجيكلي المستمدة من صور فوتوغرافية لطبعة أصلية والتي من غير المرجح أن يكون لها أي قيمة استثمارية في طبعات محدودة مما يوحي بأنها ستكون ذات قيمة. يجب تمييز هذه الطبعات عن طبعة الفنان الأصلية وأن تكون مُنتجة بعناية مباشرة من عمله وأن تُطبع تحت إشراف الفنان.

### حماية المستهلك
في المملكة المتحدة ونيوزيلندا تعمل نقابة تجارة الفنون الجميلة على ضمان جودة المطبوعات ذات الإصدار المحدود والتحقق منها عن طريق استخدام عدد من اللوائح الصارمة لجميع العمليات والجوانب المتعلقة بها.
في الولايات المتحدة تُنظَّم الطبعات المحدودة بموجب قوانين حماية المستهلك الحكومية. أصبحت كاليفورنيا أول ولاية تُنظِّم بيع الطبعات المحدودة للمطبوعات الفنية بإصدار "قانون كاليفورنيا للطباعة" لعام 1971. وسَّعت ولاية إلينوي نطاق قانون كاليفورنيا لاحقًا. ومع ذلك لم تُسنَّ أحكام أكثر شمولاً لا تزال سارية حتى اليوم إلا في عام 1986 بإصدار "قانون جورجيا للطباعة". وأصبح هذا القانون نموذجًا للقوانين التي سنَّتها ولايات أخرى لاحقًا. دخل قانون الطباعة في جورجيا الذي كتبه ممثل الولاية (السابق) تشيسلي في. مورتون حيز التنفيذ في 1 يوليو 1986. ويلزم القانون تجار الأعمال الفنية أو الفنانين أو المزادين بتزويد المشترين المحتملين بمعلومات حول طبيعة المطبوعة وعدد المطبوعات والإصدارات (بما في ذلك إصدارات أتش سي) المنتجة ومشاركة الفنان (إن وجدت) في إنشاء المطبوعة. وتتراوح عقوبة انتهاك القانون من التعويض البسيط إلى تعويضات ثلاثية في حالة الانتهاك المتعمد. كما يتحمل أولئك الذين ثبت انتهاكهم للقانون تكاليف المحكمة والنفقات وأتعاب المحاماة. وينطبق القانون على الأعمال الفنية التي تزيد قيمتها عن 100.00 دولار (باستثناء الإطار). وتُعفى المنظمات الخيرية على وجه التحديد من أحكام القانون. وتسري أحكام التقادم بعد عام واحد من اكتشاف المخالفة وإذا لم يكتشف المخالفة في غضون ثلاث سنوات من البيع فإن سبل انتصاف المشتري تسقط.
عادةً ما تكون الطبعة المحدودة موقعة ومرقمة يدويًا من الفنان عادةً بقلم رصاص بالشكل (مثلًا): 14/100. والرقم الأول هو رقم الطبعة نفسها. أما الرقم الثاني هو إجمالي عدد المطبوعات التي سيطبعها الفنان لتلك الصورة. فكلما انخفض الرقم الثاني زادت قيمة الطبعة المحدودة وإمكانية اقتنائها مهما كان سعرها. كما يمكن إنتاج عدد قليل من "نسخ الفنانين التجريبية" موقعة ومُرفق بها "إيه بيه" أو "نسخة تجريبية" وما إلى ذلك. المطبوعات التي تُعطى لشخص ما أو غير صالحة للبيع لسبب ما تُوسم بـ "أتش سي" أو "أتش/سي" أي "خارجة عن نطاق التجارة" وليست للبيع.

## الموسيقى
في مجال الألبومات الموسيقية يشير مصطلح "الإصدار الفاخر" إلى إعادة إصدار الألبوم وعادةً ما يكون ذلك بعد فترة كافية من الإصدار الأصلي مع إضافة محتوى إضافي يتعلق به. ومنذ بداية الألفية الثانية أصبح من الشائع إصدار إصدارات فاخرة بالتزامن مع الإصدار القياسي. وغالبًا ما يتضمن الإصدار الفاخر بعضًا أو كلًا مما يلي: مسارات إضافية وتسجيلات تجريبية لأغاني الألبوم وتسجيلات حية لأغاني الألبوم ونسخ بديلة أو مزيج أو تعديلات لأغاني الألبوم وأغاني جانبية من أغاني الألبوم المنفردة التي لم تظهر فيه ومحتوى أقراص دي في دي بما في ذلك مقاطع الفيديو الموسيقية. وعادةً ما تُعاد تعبئة هذه الإصدارات مع وضع المحتوى الجديد على قرص ثانٍ والعديد منها يتضمن ملاحظات إضافية.
كذلك تُصدر بعض الألبومات في البداية بنسختين: نسخة عادية للبيع بالتجزئة ونسخة "خاصة" أو "محدودة" في تغليف مميز وغالبًا ما تتضمن إضافات مثل قرص ثانٍ أو قرص فيديو رقمي (دي في دي) أو ملاحظات مُوسّعة في كتاب ذي غلاف مقوى. وعادةً تُنتج النسخة الخاصة فقط للطبعة الأولى أو لعدد محدد من النسخ وبعضها يقتصر على البيع لدى سلسلة متاجر تجزئة واحدة. من المهم تمييز هذا عن إعادة الإصدار المُوسّع نظرًا لتوفرها على نطاق واسع ولفترة زمنية طويلة.

## ملكينغ
يُشير مصطلح " الاستغلال المزدوج" إلى إصدار إصدارات متعددة من نفس المنتج (عادةً قرص مضغوط أو قرص دي في دي أو بلو راي) في وقت واحد أو في أوقات مختلفة بهدف إغراء المستهلكين بشراء أكثر من إصدار واحد. ويمكن تحقيق ذلك على سبيل المثال عن طريق إصدار خاص أو نسخة المخرج أو إصدار نهائي أو إصدار جامع مع ميزات مختلفة أو مواد إضافية أحيانًا.
قد يُقنع المستهلك بشراء إصدارات متعددة معتقدًا أن الميزات أو المحتوى الإضافي سيكون يستحق الدفع مقابل منتج يعادل إلى حد كبير منتجًا يملكه بالفعل.